# Nactus
Nactus es un género de gecos de la familia Gekkonidae. Los miembros de este género se encuentran en todas las tierras que circundan el Océano Índico (Australia, Malasia, Molucas, Mascareñas).

## Especies
Se reconocen las siguientes 13 especies:
- Nactus acutus Kraus, 2005
- Nactus cheverti (Macleay, 1877)
- Nactus coindemirensis Bullock, Arnold & Bloxam, 1985
- Nactus eboracensis (Macleay, 1877)
- Nactus galgajuga Ingram, 1978
- Nactus kunan Fisher & Zug, 2012[3]
- Nactus multicarinatus (Günther, 1872)
- Nactus pelagicus Duméril, 1851
- Nactus serpensinsula (Loveridge, 1951)
- Nactus simakal Hoskin, Davies & Aland, 2024[4]
- Nactus soniae Arnold & Bour, 2008
- Nactus sphaerodactylodes Kraus, 2005
- Nactus vankampeni (Brongersma, 1933)